# ОШ „Никола Тесла” Бачки Брестовац
ОШ „Никола Тесла” једна је од основних школа у Бачком Брестовцу, општини Оџаци. Налази се у улици Маршала Тита 81. Основана је 1737. године, а носи име по Николи Тесли, српском и америчком проналазачу, инжењеру електротехнике и машинства и футуристи, најпознатијем по свом доприносу у пројектовању модерног система напајања наизменичном струјом. 

## Историјат
Основна школа „Никола Тесла” је основана 1737. године као „Српска основна школа”. Значајан део њене историје је везан за етапу развоја после Другог светско рата. Данашњи изглед је добила расписивањем месног самодоприноса 1985. године, а нова зграда школе је почела са радом 1998. Од 1999. године носи данашњи назив по Николи Тесли, а кроз историју је била немачка школа и носила име Моше Пијаде. Поред матерњег српског, у школи се уче енглески и руски језик. Школа поседује опремљене учионице за извођење наставе, библиотеку и салу за физичку, а у њеном оквиру ученицима су на располагању разне врсте секција.